# Byblos
Byblos (arabisk Djubejl) ligger i Libanon ca. 37 km nord for Beirut. Byen er en af de store fønikiske byer, men den har eksisteret længe inden Fønikerne – måske endda mere end 7000 år (ca. 5000 fvt.).
I 1984 blev Byblos optaget på UNESCO's Verdensarvsliste som den ældste beboede by i verden.